# Polynema inconsuetum
Polynema inconsuetum är en stekelart som beskrevs av Soyka 1956. Polynema inconsuetum ingår i släktet Polynema och familjen dvärgsteklar. Inga underarter finns listade i Catalogue of Life.